# ادبیات سکایی
ادبیات سکایی به مجموعه‌ای از نوشته‌ها گفته می‌شود که به زبان سکایی نوشته شده باشد. سکاها طایفه‌های ایرانی بودند که در دو سوی دریای خزر، دشت‌های جنوب روسیه و ماوراءالنهر می‌زیستند و از زبان آن‌ها در دوره باستان هیچ اثر مکتوبی در دست نیست.
هرودوت افسانه‌هایی دربارهٔ اصل و منشأ سکاها از زبان خودشان نقل می‌کند و می‌نویسد آن‌ها خود را جوان‌ترین ملت جهان می‌دانند. این افسانه‌ها بسیار جذاب و خواندنی‌اند. او افسانه‌هایی نیز دربارهٔ مردان یک چشم (=اریم اسپی) و گریفین‌های محافظ طلا نقل می‌کند. هرودوت می‌نویسد که سکاها دارای طبعی شاعرانه‌اند. صور خیال و ذوق شاعرانه در توصیف آن‌ها از دانه‌های برف دیده می‌شود. سکاها دانه‌های برف را به پرتشبیه می‌کنند.

## داستان‌های حماسی سکایی

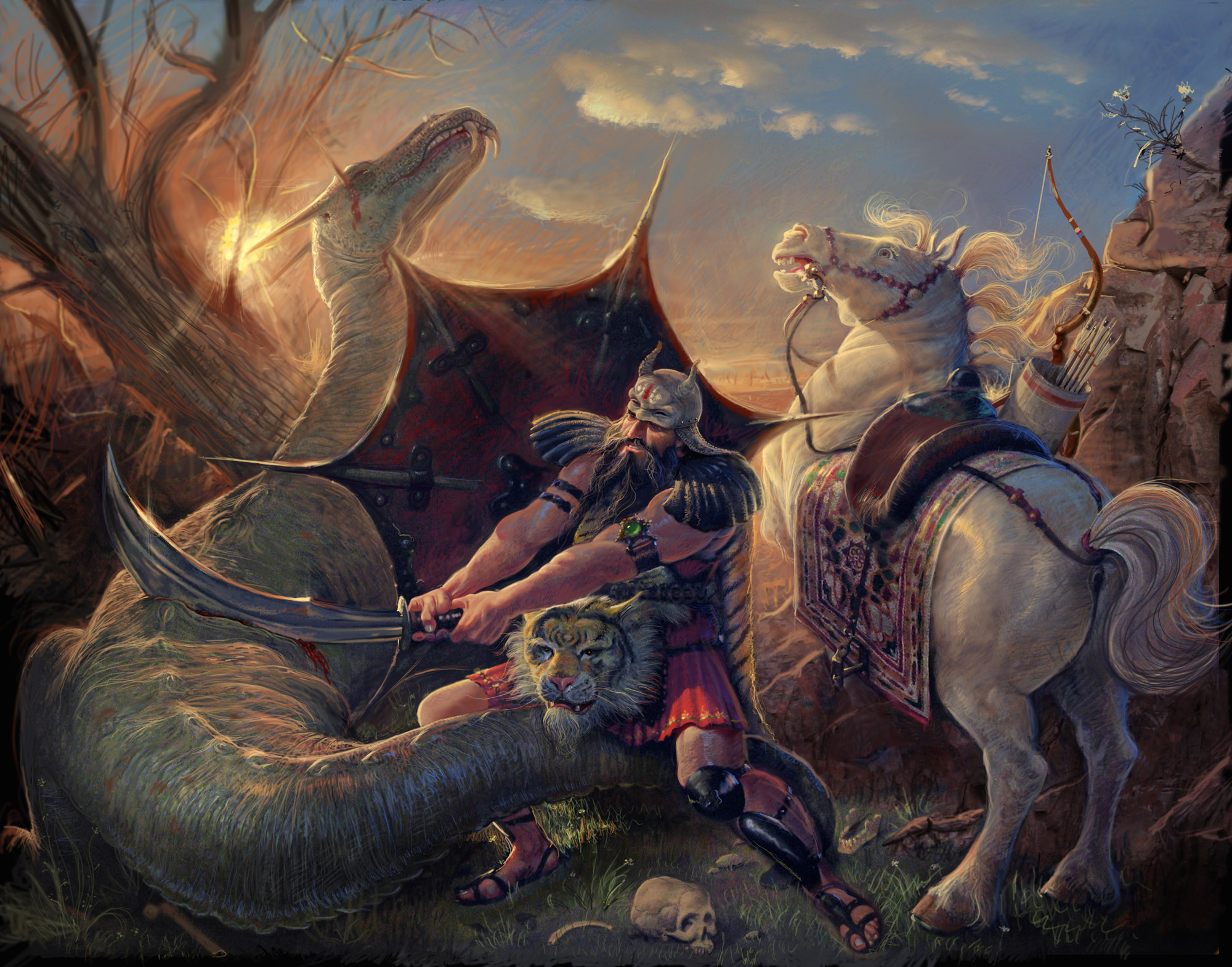
farme

احتمال دارد که داستان رستم، پهلوان نامی شاهنامه، که فقط در منابع سغدی و فارسی زبان شناخته است، یکی از داستان‌های حماسی سکایی باشد. داستان رستم که در قطعه مکشوف در تو هوانگ به زبان سغدی ثبت شده، با حلقه داستان‌های رستم که فردوسی در شاهنامه نقل کرده‌است، تفاوت‌هایی دارد. این تفاوت‌ها نشان دهنده آن است که در ایران شرقی حلقه جداگانه‌ای از افسانه‌های مربوط به رستم در دوران پیش از اسلام وجود داشته‌است. نولدکه و گروهی از ایران‌شناس‌ها افسانه رستم را متعلق به سنت ادبی بومی پیش - سکایی زرنگ (سیستان) می‌دانند و به نظر آن‌ها هنگام هجوم سکاها به زرنگ و رخج، سرزمینی که به نام آن‌ها سکستان، سگستان، سیستان نامیده می‌شود، این افسانه در آن سرزمین رواج داشته و به همراه سکاها به سیستان نیامده است. بهتر است این افسانه به صورت داستانی دیده شود که به شخصیتی خاص، افسانه‌ای یا تاریخی، تعلق ندارد. به نظر شروو، رستم چهره جنگجوی حماسی هند و اروپایی را ارائه می‌کند که با عمری دراز محافظ سلسله‌های فرمانرواست و هرگز خود و اعقابش به تاج و تخت دست نمی‌یابد و خویشکاری اصلی‌اش تاج بخشی است. او با سنجش رستم و پیشمه به این نتیجه می‌رسد که این دو، چهره اصلی و مرکزی سنت ادبی حماسی-روایی هند و ایرانی اند و از سنتی متقدم تر، یعنی از نمونه نخستین هندواروپایی نشئت یافته‌اند. از این رو در طرح کلی شخصیت و نیز در جزئیات بسیاری با یکدیگر متناظرند.
رستم شاهنامه، همانند قهرمان حلقه داستانی سکایی، چهرمان پهلوانی است که در گونه‌های خاصی از مضمون‌های داستانی ادبیات روایی و غیر دینی ظاهر می‌شود و از دوران پیش-مسیحی سینه به سینه منتقل شده‌است. داستان رستم فارسی منظوم است و قطعه سغدی رستم به نثر نوشته شده‌است.
میراث ادبی روایی ایران در حدود یک هزار سال- از عصر زرتشتی و حلقه‌های داستانی کیانیان تا دوران ساسانیان، که صورت مکتوب یافت، با تداومی ناگسستنی رونق داشت. سنت ادبی روایی ایران، همانند اشعار یونانی و توتونی (=ژرمنی)، به دست اشرافیت در جامعه‌ای که در آن نابودی قوانین قبیله‌ای و پرنده‌های خونی با فردگرایی نو و عنان گسیخته‌ای همراه بود، پرورش یافت و این اشرافیت خود بیان کنند سبک و روح این سنت بود.
حلقه داستانی حماسی رستم، که کاملاً متفاوت از دیگر حلقه داستانی سکایی یعنی داستان پهلوانی بلند نَرت است، نیز به دست خنیاگران درباری و به واسطه شعر سرگرم‌کننده و تفریحی عصر پهلوانی و با حمایت اشراف، به صورت سینه به سینه انتقال یافته‌است. حلقه داستانی نَرت که حلقه داستانی حماسی سکایی شمالی است، در اطراف قبیله شکارچی موسوم به نَرت گرد آمده‌است.
در دنیای نَرت ارتباط بسیار نزدیکی میان زندگان و مردگان وجود دارد. پیشینه دینی این حلقه داستانی احتمالاً به آیین پرستش مردگان از سوی سکاها بازمی‌گردد. در آثار مکتوب ادبیات زبان خُتَنی (زبان نوادگان سکاهای شرقی و از گروه زبان‌های ایرانی میانه شرقی) هیچ گونه اثری از افسانه‌های نَرت دیده نمی‌شود.
در میراث ادبی درخور توجه و غنای داستان‌های حماسی زبانی آسی که تا آغاز سده نوزدهم میلادی به صورت روایی و سینه به سینه نقل و حفظ می‌شده است، می‌توان پاره‌ای مفاهیم و مضمون شاعرانه سکایی را پی گرفت. بازتاب برخی عادات و رسوم سکاها را، که هرودوت شگفت و غیرعادی دانسته است، در افسانه‌های دور و دراز نَرت یا در فرهنگ عامه آسی می‌توان مشاهده کرد. این آداب و رسوم شامل نوشیدن خون نخستین انسانی است که یک سکا در جنگ می‌کشد یا استفاده از حوله‌ها و پوستین‌هایی است که از پوست سر دشمنان تهیه می‌شده است.
بعدها خاطره‌ای اسطوره‌ای همراه با دلالت جادویی یا دینی از این آداب و رسوم غیرمعمول در داستان‌های عامیانه زبان آسی مشاهده می‌شود. بدیهی است تمامی افسانه‌هایی را که داستان گویان آسی زبان نقل می‌کنند یا در حلقه داستان‌های نَرت آمده‌است، نمی‌توان به خلاقیت سکاهای باستانی نسبت داد. اما بن مایه‌های اصلی حلقه داستانی نَرت، یعنی آیی نهای مربوط به پرستش مردگان، این نظر را تقویت می‌کند که اساساً با موضوع‌ها و مضمون‌های میراث ادبی روایی سکایی باستان سر و کار داردیم که در عین حال در ادوار مختلف داستان‌هایی فرعی را از منابع گوناگون اخذ کرده‌است.

## لاتین
1. ↑  Nart